# Żarlinek pobrzeżnik
Żarlinek pobrzeżnik (Paederus littoralis) – gatunek chrząszcza z rodziny kusakowatych i podrodziny żarlinków.
Gatunek ten został opisany w 1802 roku przez Johanna L.C.C. Gravenhorsta.
Chrząszcz o wydłużonym i lekko wypukłym ciele długości od 7,5 do 8,5 mm. Głowa ma brunatnoczarne żuwaczki i żółte czułki. Przedplecze jest kuliste, nie węższe niż dłuższe, najszersze przed środkiem i w tym miejscu taks szerokie jak pokrywy, ubarwione czerwono. Boczne brzegi przedplecza są na całej długości wyraźnie obrębione. Pokrywy są niewiele dłuższe od przedplecza, nierozszerzone ku tyłowi, gęsto i silnie punktowane, zaopatrzone w wyraźnie barki, ubarwione niebiesko z metalicznym połyskiem. Boczne brzegi pokryw są równoległe. Odnóża są żółte z czarnymi przepaskami na wierzchołkach ud.
Owad znany z prawie wszystkich krajów Europy, w tym Polski, a ponadto z Cypru, Bliskiego Wschodu, wschodniej Palearktyki i Afryki Północnej. Spotykany w szerokim spektrum habitatów. Preferuje stanowiska suche, nasłonecznione o glebach piaszczystych, gliniastych i wapiennych, porośnięte roślinnością trawiastą i kserotermiczną, jak np. pola, suche zbocza i urwiska. Zamieszkuje także wilgotne łąki, pobrzeża wód, napływki i ściółkę u podstawy drzew. Aktywny jest za dnia.